# Щербіна Андрій Вікторович
Андрі́й Ві́кторович Щербі́на (нар. 31 травня 1974 року — пом. 29 серпня 2014 року) — український військовик резервного батальйону оперативного призначення «Донбас». Загинув у ході україно-російської війни у боях із російськими бойовиками в Іловайському котлі.

## Життєпис
Народився 31 травня 1974 року в смт. Дубівський Антрацитського району Луганської області.
1981—1983 — навчався в середній школі № 10 селища.
1983—1989 — продовжив навчання в середній школі № 19 м. Антрацит. Займався спортом, отримав розряд з боксу.
1989—1992 — навчався в СПТУ № 42 м. Антрацит, здобув професію токаря.
1992 — був призваний на строкову військову службу, яку проходив у прикордонних військах (м. Мукачево).
1995—2000 — продовжив службу в Луганському прикордонному загоні у званні прапорщика, був помічником начальника прикордонної застави.
2000 — вийшов у відставку.
2000—2006 — працював, створив родину.
2004 — народилася донька Аліна. 2006 — молода сім'я переїхала в м. Гайсин, на батьківщину дружини Ірини. 2014 — народилася друга донька Діана.
Андрій Щербіна добре розумівся в техніці й деякий час працював у сервісному центрі Philips у м. Київ.
3 червня 2014 року вступив до добровольчого батальйону «Донбас», був зарахований старшим розвідником 3-го відділення 1-го взводу 3-ї роти 2-го батальйону спеціального призначення. Отримав позивний «Портос».
14 липня відбув в зону АТО. Спочатку в Попасній, Лисичанську, Кураховому, у селі Мар'янівка, потім в Іловайську.

### Обставини загибелі
Ранком 29 серпня 2014 року під час виходу «зеленим коридором» з Іловайського котла пожежна машина рухалась в автоколоні батальйону «Донбас» з с. Многопілля до с. Червоносільське. На околиці с. Червоносільське пожежна машина потрапила на позицію російського танку Т-72 зі складу 6-ї Окремої танкової бригади збройних сил РФ й отримала пряме попадання. Андрій був на підніжці машини, коли дістав вогнепальне поранення. Серед бійців батальйону не було сумніву щодо його загибелі.

### Обставини поховання
Довгих три роки Андрій Щербіна вважався зниклим безвісти. Сім'я жила надією, що Андрій живий, що можливо був у полоні.
Був похований як невідомий солдат на Краснопільському цвинтарі в передмісті Дніпра. Генетична експертиза знайденого тіла підтвердила: Андрій Вікторович Щербіна героїчно загинув у 2014 році під час обстрілу в Іловайську.
Перепоховано героя 28 березня 2018 року на міському кладовищі в м. Гайсин, Вінницька область.
Без Андрія лишились дружина і дві доньки.

## Нагороди і вшанування
- За особисту мужність і самовіддані дії, виявлені у захисті державного суверенітету та територіальної цілісності України нагороджений орденом «За мужність» III ступеня (посмертно, Указ Президента України № 239/2018 від 23 серпня 2018 року).
- Його портрет розміщений на меморіалі «Стіна пам'яті полеглих за Україну» у Києві: секція 3, ряд 9, місце 21
- Вшановується 29 серпня на щоденному ранковому церемоніалі вшанування українських захисників, які загинули цього дня у різні роки внаслідок російської збройної агресії[1]
- Іловайський Хрест (посмертно)